# Jacob Montes
Jacob Christian Montes Hoff (Lake Worth Beach, Estados Unidos; 20 de octubre de 1998) es un futbolista nicaragüense-estadounidense. Juega de centrocampista y su equipo actual es el RWD Molenbeek de la Segunda División de Bélgica. Es internacional absoluto por la selección de Nicaragua desde 2023.

## Trayectoria
A nivel juvenil Montes formó parte de las inferiores del Portland Timbers, y como universitario jugó en los Georgetown Hoyas de la Universidad de Georgetown entre 2017 y 2020.
Como senior, debutó en 2017 en el Portland Timbers 2 de la USL Championship.
En mayo de 2021, el Crystal Palace inglés anunció la contratación de Montes. El club lo envió a préstamo a clubes de Bélgica.
En agosto de 2022, el jugador dejó el Palace y firmó en el Botafogo de Brasil.

## Selección nacional
Hijo de padre nicaragüense, Montes debutó en la selección de Nicaragua el 10 de junio de 2023 ante Panamá en un amistoso.

## Estadísticas
Actualizado al último partido disputado el 21 de abril de 2024.
| Club                                  | Div.          | Temporada     | Liga  | Liga  | Estatal | Estatal | Copas nacionales | Copas nacionales | Copas internacionales | Copas internacionales | Total | Total |
| Club                                  | Div.          | Temporada     | Part. | Goles | Part.   | Goles   | Part.            | Goles            | Part.                 | Goles                 | Part. | Goles |
| ------------------------------------- | ------------- | ------------- | ----- | ----- | ------- | ------- | ---------------- | ---------------- | --------------------- | --------------------- | ----- | ----- |
| Portland Timbers 2 Estados Unidos     | 2.ª           | 2017          | 8     | 0     | —       | —       | —                | —                | —                     | —                     | 8     | 0     |
| Portland Timbers 2 Estados Unidos     | Total club    | Total club    | 8     | 0     | 0       | 0       | 0                | 0                | 0                     | 0                     | 8     | 0     |
| Treasure Coast Tritons Estados Unidos | 4.ª           | 2018          | 6     | 0     | —       | —       | —                | —                | —                     | —                     | 0     | 0     |
| Treasure Coast Tritons Estados Unidos | 4.ª           | 2019          | 6     | 0     | —       | —       | —                | —                | —                     | —                     | 6     | 0     |
| Treasure Coast Tritons Estados Unidos | Total club    | Total club    | 12    | 0     | 0       | 0       | 0                | 0                | 0                     | 0                     | 6     | 0     |
| Waasland-Beveren · Bélgica            | 2.ª           | 2021-22       | 9     | 1     | —       | —       | —                | —                | —                     | —                     | 9     | 1     |
| Waasland-Beveren · Bélgica            | Total club    | Total club    | 9     | 1     | 0       | 0       | 0                | 0                | 0                     | 0                     | 9     | 1     |
| RWD Molenbeek · Bélgica               | 2.ª           | 2021-22       | 1     | 0     | —       | —       | 0                | 0                | —                     | —                     | 1     | 0     |
| RWD Molenbeek · Bélgica               | Total club    | Total club    | 1     | 0     | 0       | 0       | 0                | 0                | 0                     | 0                     | 1     | 0     |
| Botafogo · Brasil                     | 1.ª           | 2022          | 3     | 0     | 0       | 0       | —                | —                | —                     | —                     | 3     | 0     |
| Botafogo · Brasil                     | 1.ª           | 2023          | 0     | 0     | 0       | 0       | —                | —                | 0                     | 0                     | 0     | 0     |
| Botafogo · Brasil                     | 1.ª           | 2024          | 1     | 1     | 2       | 0       | 0                | 0                | 0                     | 0                     | 3     | 1     |
| Botafogo · Brasil                     | Total club    | Total club    | 4     | 1     | 2       | 0       | 0                | 0                | 0                     | 0                     | 6     | 0     |
| Total carrera                         | Total carrera | Total carrera | 34    | 2     | 2       | 0       | 0                | 0                | 0                     | 0                     | 36    | 2     |

## Palmarés

### Títulos internacionales
| Título                       | Equipo                        | País         | Año  |
| ---------------------------- | ----------------------------- | ------------ | ---- |
| Copa Libertadores de América | Botafogo de Futebol e Regatas | Buenos Aires | 2024 |